# Borsodivánka
Borsodivánka is een plaats (község) en gemeente in het Hongaarse comitaat Borsod-Abaúj-Zemplén. Borsodivánka telt 802 inwoners (2008).
Borsodivánka vierde in 2008 zijn 800-jarig bestaan. Het dorp ligt slechts 5 km verwijderd van het beschermde natuurgebied "Tisza". Ook broeden er in het dorp ooievaars, die men vindt op de nesten op de elektriciteitspalen. Deze ooievaars komen jaarlijks terug.